# ینی‌یول، آق‌دام
ینی‌یول (ترکی آذربایجانی: Yeni yol) یک منطقهٔ مسکونی در جمهوری آرتساخ است که در استان آسکران واقع شده‌است.